# دوقية شوابيا

شعار دوقية شوابيا

دوقية شوابيا (بالألمانية: Herzogtum Schwaben هيرتسوغتوم شفابن) هي دوقية ألمانية للإمبراطورية الألمانية المقدسة تقع في جنوب غرب ألمانيا تشكلت عام 911 في العصور الوسطى و حكمتها عائلة هوهنشتاوفن الألمانية.